# Berkin Elvan
Berkin Elvan (5 gennaio 1999 – Okmeydanı, 11 marzo 2014) è stato un ragazzo curdo-turco di 15 anni, vittima della polizia durante le proteste del 2013 in Turchia.

## Biografia
Il 16 marzo 2013 venne colpito alla testa da un lacrimogeno sparato da un agente di polizia a Istanbul durante le proteste antigovernative in Turchia del mese di giugno 2013. Morì l'11 marzo 2014, dopo un coma di 269 giorni. Gli avvocati che rappresentarono la famiglia dissero che le condizioni di Elvan erano peggiorate nell'ultima settimana della sua vita, quando il suo peso era sceso da 45 kg a 16 kg. Dopo la morte di Berkin scoppiarono manifestazioni diffuse in Turchia e in altri paesi . 
Elvan venne sepolto nel cimitero di Feriköy, a Istanbul. 

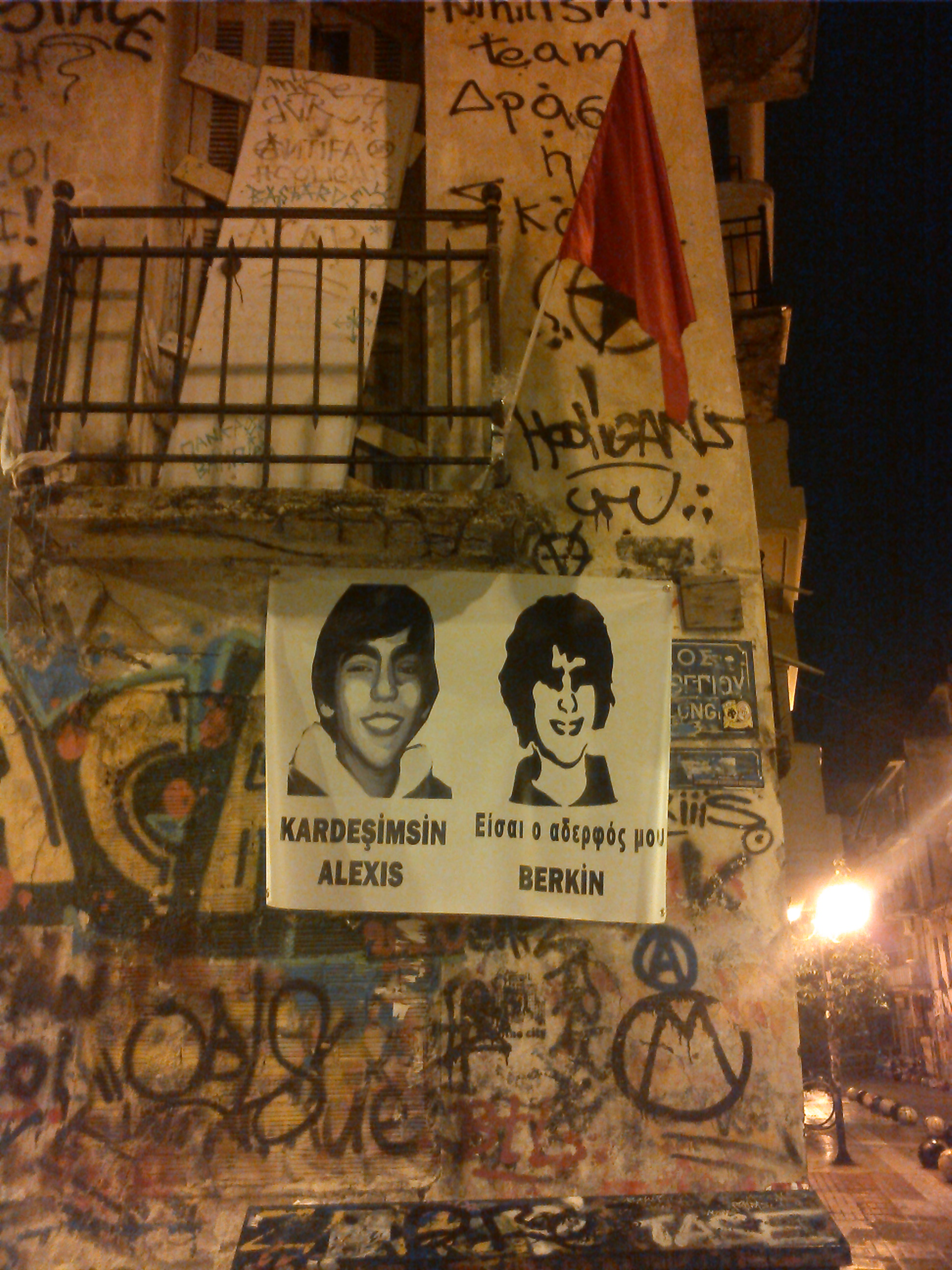
Banner collocato in Grecia a marzo 2014, nel luogo in cui è stato ucciso Alexis Grigoropoulos ad Exarchia, Atene.

### Indagine
Il 12 marzo 2014, quattro agenti di polizia testimoniarono nelle indagini sul caso dell'incidente di Berkin Elvan durante le proteste di Gezi. Complessivamente, 18 agenti di polizia furono sentiti come sospettati nell'ambito delle indagini, compresi questi quattro

### Proteste
Dopo la morte di Elvan, diverse proteste scoppiarono sia in Turchia (tra le quali Ankara, Istanbul, Smirne, Provincia di Hatay, Malatya, Şırnak, Dersim, Zonguldak), che nel mondo (a Norimberga, Londra, Parigi, Vienna, Helsinki, Strasburgo, Stoccolma, New York, Washington DC, Amsterdam, Barcellona, Berlino, Francoforte, Amburgo, Losanna, Lisbona, Rotterdam, Varsavia, Toronto ed altre ancora). Il suo funerale si tenne a Istanbul il 12 marzo e vide la partecipazione di migliaia di persone, molte delle quali non avevano mai sentito parlare del ragazzo prima dell'incidente. 

### Reazioni
Il primo ministro turco Recep Tayyip Erdoğan affermò che il ragazzo era "un membro di un'organizzazione terroristica" poiché aveva il viso coperto da una sciarpa. 
A marzo 2014, ribelli maoisti attaccarono una stazione di polizia per vendicare l'omicidio di Elvan. 
Il 31 marzo 2015, dei sospetti membri del Fronte Rivoluzionario di Liberazione del Popolo (DHKP-C) presero in ostaggio il procuratore Mehmet Selim Kiraz al sesto piano del palazzo di giustizia di Istanbul Çağlayan, chiedendo alla polizia di annunciare i nomi dei quattro membri dei servizi di sicurezza che, secondo loro, erano collegati alla morte di Berkin Elvan. La polizia negoziò con gli uomini armati per sei ore, ma alla fine "a causa degli spari sentiti dall'interno dell'ufficio del procuratore", prese d'assalto il tribunale. I due uomini armati morirono durante l'operazione, mentre il pubblico ministero, gravemente ferito, morì in seguito per le ferite riportate.